# FIP (radio)
FIP es una radio pública francesa creada en 1971. Forma parte de Radio France, la sociedad pública que aglutina a las radios públicas de Francia.

## Formato
El concepto que hay detrás de FIP apenas ha cambiado desde su creación: música continua, interrumpida solo para boletines de tráfico, anuncios ocasionales sobre próximos eventos, y emisión de noticias breves 10 minutos antes de cada hora, pero sin publicidad. Otra particularidad de la radio es que las locuciones al aire siempre son realizadas por voces femeninas en un tono dulce y pausado, dándole a la emisora un toque único al combinarse este elemento con la música emitida.  
La programación de FIP es una mezcla ecléctica de géneros musicales: chanson, clásica, música de cine, jazz, rock, música del mundo y más, pero poniendo un especial cuidado entre el paso de un tema a otro. FIP es una de las pocas estaciones del mundo en transmitir este tipo de programación durante todo el día.
Sin embargo , predomina el Jazz y la música del mundo en la programación diaria, con toques también de música del Adulto Contemporáneo,pero con menos rotación que en France Bleu.

## Historia
La emisora fue creada el 5 de enero de 1971 por Jean Garetto y Pierre Codou, ambos presentadores de fin de semana en France Inter. Se emitía desde París en 514 m (585 kHz) en la onda media, de ahí su nombre original France Inter Paris 514. Se destacó por su particular estilo de programar y el tono dulce de sus locutores informando de los problemas de tráfico con humor e ironía.
Después de París, la estación fue emulada en otras ciudades (Lyon, Marsella y así sucesivamente), en las cuales emiten la misma música y noticias con los eventos y el estado del tráfico local. La letra P en FIP cambia según la ubicación: FIB, FIL, FIM y así sucesivamente. Sin embargo, las emisiones de las últimas filiales locales de FIP cesaron en 2020, por tanto actualmente estas frecuencias funcionan como repetidoras de la programación de la emisora en París.
Como la mayoría de emisoras de Radio Francia, FIP se pasó a la FM y estéreo.

## Recepción
FIP se puede captar en FM en varias zonas del país galo: Paris/Île-de-France: 105.1 MHz; Bordeaux: 96.7 MHz/Arcachon: 96.5 MHz; Montpellier: 99.7 MHz; Nantes: 95.7 MHz/Saint-Nazaire: 97.2 MHz; Strasbourg: 92.3 MHz; Marseille: 90.9 MHz; Rennes: 101.2 MHz; Toulouse: 103.5 MHz. Hasta el 2011 mantuvo su frecuencia histórica en 514 m.
En Internet también se puede escuchar a través de su web oficial vía streaming, además de 6 webradios adicionales (FIP autour du rock; FIP autour du jazz; FIP autour du groove; FIP autour du monde; Tout nouveau, tout FIP; y FIP, il y a 45 ans) lanzadas a principios de 2016 con motivo del 45 aniversario de la emisora musical.
En satélite, la transmisión se realiza en abierto vía Astra 19.2° (Frecuencia 11568 MHz symbol ratio 22000kSps, polarización vertical) y Eutelsat Atlantic Bird 3 5.0º (Frecuencia 12564 MHz, polarización vertical). También está disponible en operadores ADSL y DAB dentro de Francia.